# Magiri
Un magiri (間切) est un type historique de district administratif des îles Ryūkyū, au Japon. En théorie, ils sont semblables aux modernes préfectures du Japon, mais de taille, ils sont plus proches des villes, des bourgs et des villages.
Dans l'histoire des îles Ryūkyū, la démarcation des magiri subit deux modifications majeures. Le système reste en place également à divers degrés dans les îles Amami, même après qu'elles sont passées sous le contrôle du domaine de Satsuma.
En 1907, sous édit impérial 46, le système administratif japonais chargé de l'organisation des villes, des bourgs et des villages est étendu à Okinawa. Le système des magiri est aboli l'année suivante.

## Liste desmagiri
La liste suivante des magiri de l'époque Sanzan comprend ceux nouvellement créés (à savoir Misato, Kushi, Motobu, Ginowan, Oroku, Onna, Ōgimi, Yonashiro).

### Royaume d'Hokuzan
- Zone nord de l'île principale d'Okinawa  et îles proches :
  - Kunigami : 国頭間切 (actuelle Kunigami)
  - Ōgimi : 大宜味間切 (actuelle Ōgimi)
  - Iheya : 伊平屋間切 (actuelle Iheya-jima, Izenajima)
  - Haneji : 羽地間切 (actuelle Nago (zones Haneji, Yagaji))
  - Nakijin : 今帰仁間切 (actuelle Nakijin)
  - Motobu : 本部間切 (actuelle Motobu, établi en 1666)
  - Nago : 名護間切 (actuelle Nago (à l'exclusion des zones Haneji et Yagaji)
  - Kushi : 久志間切 (actuelle Higashi en tant que partie de Nago, établi en 1673)
  - Kin : 金武間切 (actuelle Kin et Ginoza)
- Îles Amami du sud :
  - Okinoerabu Island : 沖永良部島, incorporé dans le domaine de Satsuma (province d'Ōsumi)
  - Erabu : 永良部間切 (actuelle China, Wadomari , (préfecture de Kagoshima))
  - Yoron Island : 与論島, incorporé dans le domaine de Satsuma  (province d'Ōsumi)
  - Yoron : 与論間切 (actuelle Yoron, préfecture de Kagoshima)

### Royaume de Chūzan
- Zone centrale de l'île principale d'Okinawa  et îles proches :
  - Onna : 恩納間切 (actuelle Onna, établi en 1673)
  - Yomitanzan : 読谷山間切 (actuelle Yomitan)
  - Goeku : 越来間切 (actuelle ville d'Okinawa)
  - Misato : 美里間切 (actuelle ville d'Okinawa, Uruma (zone d'Ishikawa), établi en 1666)
  - Gushikawa : 具志川間切 (actuelle Uruma (zone de Gushikawa))
  - Katsuren : 勝連間切 (actuelle Uruma (zone de Katsuren))
  - Yonashiro : 与那城間切 (actuelle Uruma (zone de Yonashiro), établi en 1676)
  - Chatan : 北谷間切 (actuelle Chatan, Kadena, partie de la ville d'Okinawa)
  - Nakagusuku : 中城間切 (actuelle Nakagusuku, Kitanakagusuku, Uruma (île Tsuken))
  - Ginowan : 宜野湾間切 (actuelle Ginowan, établi en 1671)
  - Urasoe : 浦添間切 (actuelle Urasoe)
  - Tomari : 泊間切 (actuelle Naha (zone nord de Naha))
  - Naha : 那覇間切 (actuelle Naha (zone sud de Naha), Tokashiki, Zamami)
  - Shurimihira : 首里三平等間切 (actuelle Naha (zones de Shuri et Mawashi), Nishihara, Haebaru)
  - Nakazato : 仲里間切 (actuelle Kumejima (zone de Nakazato))
  - Uezu : 上江州間切 (actuelle Kumejima (zone de Gushikawa))

### Royaume de Nanzan
- Zone sud de l'île principale d'Okinawa  et îles proches :
  - Tomigusuku : 豊見城間切 (actuelle Tomigusuku)
  - Oroku : 小碌間切 (actuelle Naha (zone d'Oroku), établi en 1672)
  - Shimajiriōzato : 島尻大里 (actuelle Itoman (à l'exclusion des zones de Kyan et de Mabuni))
  - Kyan : 喜屋武間切 (actuelle Itoman (zone de Kyan))
  - Mabuni : 摩文仁間切 (actuelle Itoman (zone de Mabuni))
  - Kochinda : 東風平間切 (actuelle Yaese (zone de Kochinda))
  - Gushichan : 具志頭間切 (actuelle Yaese (zone de Gushichan))
  - Shimazoeōzato : 島添大里間切 (actuelle Nanjō (zone d'Ōzato), Yonabaru)
  - Sashiki : 佐敷間切 (actuelle Nanjō (zone de Sashiki, zone de Chinen))
  - Tamagusuku : 玉城間切 (actuelle Nanjō (zone de Tamagusuku))

### Îles Miyako Yaeyama
- Miyako
  - Hirara : 平良間切 (actuelle Miyakojima (zone d'Hirara))
  - Shimoji : 下地間切 (actuelle Miyakojima (zone de Shimoji, zone d'Ueno)
  - Sunakawa : 砂川間切 (actuelle Miyakojima (zone de Gusukube))
- Yaeyama
  - Ōhama : 大浜間切 (actuelle Ishigaki)
  - Miyara : 宮良間切 (actuelle Ishigaki)
  - Ishigaki : 石垣間切 (actuelle Ishigaki)

### Îles Amami septentrionales
- Amami-Ōshima, incorporé dans le domaine de Satsuma (province d'Ōsumi)
  - Kasari : 笠利間切 (actuelle Amami (zone de Kasari))
  - Komi : 古見間切 (actuelle Tatsugō, Amami)
  - Naze : 名瀬間切 (actuelle Yamato, Amami)
  - Yakiuchi : 焼内間切 (actuelle Yamato, Uken)
  - Sumiyō : 住用間切 (actuelle Amami (zone de Sumiyō))
  - Nishikata : 西方間切 (actuelle Setouchi)
  - Higashikata : 東方間切 (actuelle Setouchi)
- Kikaijima : 喜界島, incorporé dans le domaine de Satsuma (province d'Ōsumi)
- Tokunoshima : 徳之島, incorporé dans le domaine de Satsuma (province d'Ōsumi)
  - Higashi : 東間切 (actuelle Tokunoshima)
  - Omonawa : 面縄間切 (actuelle Isen)
  - Nishime : 西目間切 (actuelle Amagi)

## Source de la traduction
- (en) Cet article est partiellement ou en totalité issu de l’article de Wikipédia en anglais intitulé « Magiri » (voir la liste des auteurs).